# Mechthild Habermann
Mechthild Habermann (* 1959) ist eine deutsche Germanistin und Hochschullehrerin.

## Leben
Habermann studierte Deutsch, Latein und Geschichte für das Lehramt an Gymnasien an den Universitäten von Erlangen und Wien. 1985 bestand sie das erstes Staatsexamen für das Lehramt an Gymnasien. In Erlangen erfolgte 1990 mit der Dissertation Verbale Wortbildung um 1500, eine historisch-synchrone Untersuchung anhand von Texten Albrecht Dürers, Heinrich Deichslers und Veit Dietrichs die Promotion und die Habilitation 1999 mit der Schrift Deutsche Fachtexte der frühen Neuzeit: naturkundlich-medizinische Wissensvermittlung im Spannungsfeld von Latein und Volkssprache.
Habermann war von 2000 bis 2003 Professorin für Germanistische Linguistik mit dem Schwerpunkt Geschichte der deutschen Sprache an der Universität Erfurt. Seit 2003 ist sie Inhaberin des Lehrstuhls für Germanistische Sprachwissenschaft an der Friedrich-Alexander-Universität Erlangen-Nürnberg (FAU). Seit 2012 ist sie Projektleiterin des von der Bayerischen Akademie der Wissenschaften (BAdW) getragenen und an der FAU angesiedelten Projekts Fränkisches Wörterbuch. Sie ist zudem seit 2020 ordentliches Mitglied der BAdW.
Ihre Forschungsschwerpunkte sind historische deutsche Sprachwissenschaft, Sprachvariationen des Deutschen der Gegenwart (Dialektologie), Wortbildung, Fachsprachenforschung, historische Textlinguistik und Textsorten, Rhetorik, Sprachkontaktforschung, morphologischer Sprachwandel, grammatische Kategorien, Dependenzgrammatik und Ethik der Textkulturen.

## Schriften (Auswahl)
- Verbale Wortbildung um 1500. Eine historisch-synchrone Untersuchung anhand von Texten Albrecht Dürers, Heinrich Deichslers und Veit Dietrichs. Berlin 1994, ISBN 3-11-013178-1.
- mit Gaston van der Elst: Syntaktische Analyse. Erlangen 1997, ISBN 3-7896-0993-5.
- Deutsche Fachtexte der frühen Neuzeit. Naturkundlich-medizinische Wissensvermittlung im Spannungsfeld von Latein und Volkssprache. Berlin 2001, ISBN 3-11-016963-0.
- mit Gabriele Diewald und Maria Thurmair: Duden, Grundwissen Grammatik. Fit fürs Studium. Berlin 2019, ISBN 3-411-73273-3.